# Diocesi di Tunduru-Masasi
La diocesi di Tunduru-Masasi (in latino Dioecesis Tunduruensis-Masasiensis) è una sede della Chiesa cattolica in Tanzania suffraganea dell'arcidiocesi di Songea. Nel 2022 contava 122.200 battezzati su 1.190.370 abitanti. È retta dal vescovo Filbert Felician Mhasi.

## Territorio
La diocesi comprende la parte orientale della regione del Ruvuma e la parte centro-occidentale della regione di Mtwara in Tanzania.
Sede vescovile è la città di Tunduru, dove si trova la cattedrale di San Francesco Saverio.
Il territorio è suddiviso in 22 parrocchie.

## Storia
La diocesi è stata eretta il 17 ottobre 1986 con la bolla Cogitantes de Ecclesia di papa Giovanni Paolo II, ricavandone il territorio dalla diocesi di Nanchingwea (oggi diocesi di Lindi).
Originariamente suffraganea dell'arcidiocesi di Dar-es-Salaam, il 18 novembre 1987 è entrata a far parte della provincia ecclesiastica dell'arcidiocesi di Songea.

## Cronotassi dei vescovi
Si omettono i periodi di sede vacante non superiori ai 2 anni o non storicamente accertati.
- Polycarp Pengo (17 ottobre 1986 - 22 gennaio 1990 nominato arcivescovo coadiutore di Dar-es-Salaam)
  - Sede vacante (1990-1992)
- Magnus Mwalunyungu † (30 marzo 1992 - 25 agosto 2005 ritirato)
- Castor Paul Msemwa † (25 agosto 2005 succeduto - 19 ottobre 2017 deceduto)
- Filbert Felician Mhasi, dall'8 dicembre 2018

## Statistiche
La diocesi nel 2022 su una popolazione di 1.190.370 persone contava 122.200 battezzati, corrispondenti al 10,3% del totale.
| anno | popolazione | popolazione | popolazione | presbiteri | presbiteri | presbiteri | presbiteri                | diaconi | religiosi | religiosi | parrocchie |
| anno | battezzati  | totale      | %           | numero     | secolari   | regolari   | battezzati per presbitero | diaconi | uomini    | donne     | parrocchie |
| ---- | ----------- | ----------- | ----------- | ---------- | ---------- | ---------- | ------------------------- | ------- | --------- | --------- | ---------- |
| 1990 | 52.311      | 571.881     | 9,1         | 31         | 12         | 19         | 1.687                     |         | 42        | 44        | 14         |
| 1999 | 69.617      | 608.214     | 11,4        | 29         | 16         | 13         | 2.400                     |         | 56        | 75        | 15         |
| 2000 | 81.091      | 574.933     | 14,1        | 32         | 20         | 12         | 2.534                     |         | 27        | 75        | 15         |
| 2001 | 85.306      | 669.854     | 12,7        | 33         | 20         | 13         | 2.585                     |         | 28        | 81        | 18         |
| 2002 | 92.087      | 776.870     | 11,9        | 28         | 16         | 12         | 3.288                     |         | 12        | 52        | 15         |
| 2003 | 94.289      | 585.608     | 16,1        | 37         | 24         | 13         | 2.548                     |         | 18        | 24        | 16         |
| 2004 | 90.740      | 669.854     | 13,5        | 34         | 24         | 10         | 2.668                     |         | 30        | 26        | 18         |
| 2010 | 107.659     | 763.000     | 14,1        | 29         | 18         | 11         | 3.712                     |         | 22        | 82        | 19         |
| 2014 | 100.387     | 910.364     | 11,0        | 25         | 20         | 5          | 4.015                     |         | 14        | 83        | 19         |
| 2017 | 104.940     | 1.019.000   | 10,3        | 26         | 22         | 4          | 4.036                     |         | 6         | 99        | 19         |
| 2020 | 114.850     | 1.118.780   | 10,3        | 33         | 19         | 14         | 3.480                     |         | 15        | 94        | 19         |
| 2022 | 122.200     | 1.190.370   | 10,3        | 38         | 19         | 19         | 3.215                     |         | 20        | 95        | 22         |